# کولی (امیلیا-رومانیا)
کولی (به ایتالیایی: Coli) یک کومونه در ایتالیا است که در استان پیاچنزا واقع شده‌است. کولی ۷۲٫۲ کیلومتر مربع مساحت و ۱٬۰۳۰ نفر جمعیت دارد.